# Gregg Palmer
Pour les articles homonymes, voir Palmer.

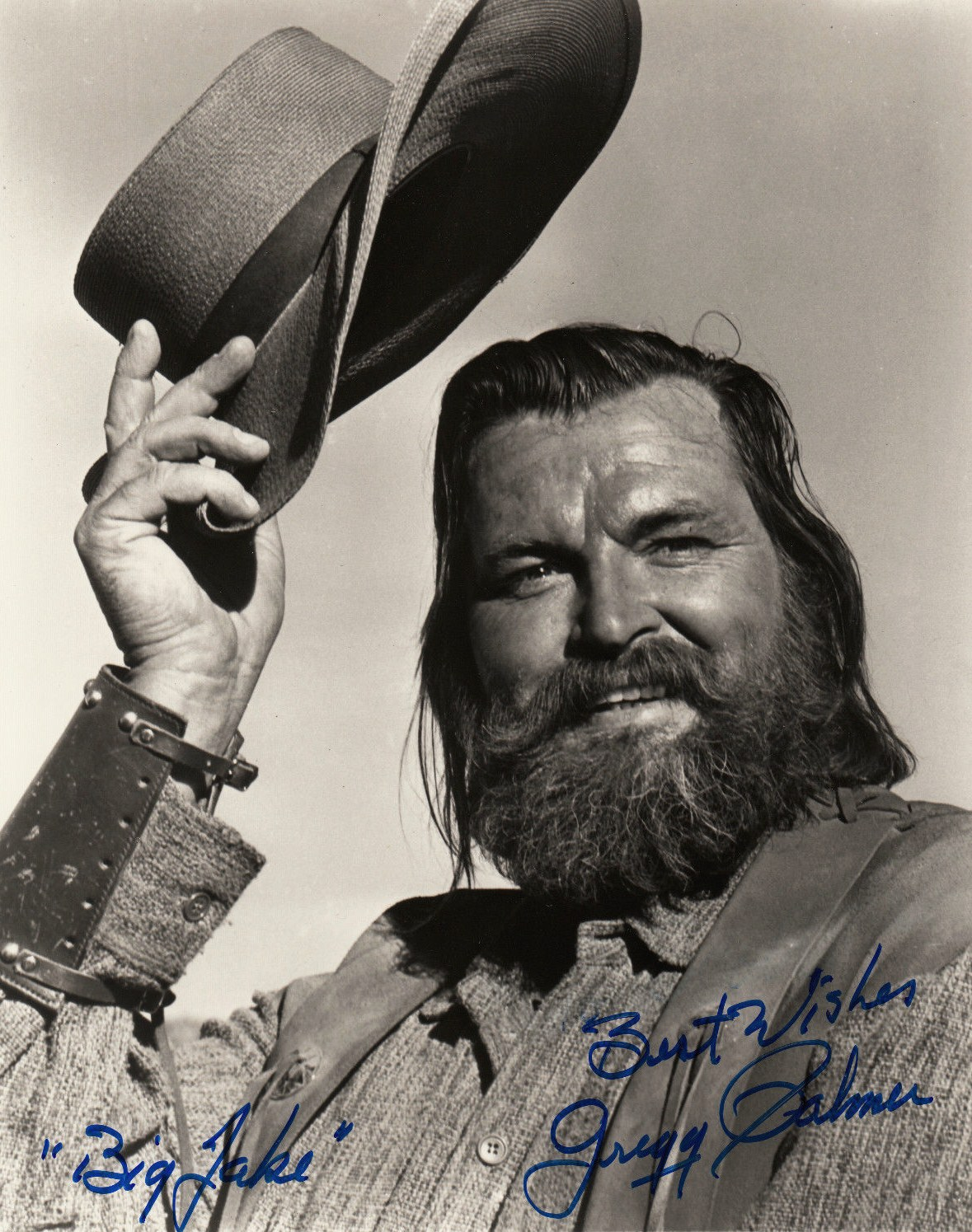
Dans Big Jake (1971, photo promotionnelle dédicacée)

Gregg Palmer (parfois crédité Greg Palmer) est un acteur américain, né Palmer Edvind Lee le 25 janvier 1927 à San Francisco (Californie), et mort le 31 octobre 2015.

## Biographie
Au cinéma, il débute dans Irma à Hollywood d'Hal Walker (avec John Lund et Marie Wilson), sorti en 1950. Utilisant son nom de naissance jusqu'en 1953, il adopte ensuite le nom de scène de Gregg Palmer et contribue en tout à soixante-et-un films (majoritairement américains), les deux derniers sortis en 1981.
Il collabore notamment à de nombreux westerns, dont six ayant comme vedette John Wayne, tels Les Géants de l'Ouest d'Andrew V. McLaglen (1969, avec Rock Hudson et Antonio Aguilar) et Big Jake de George Sherman (1971, avec Maureen O'Hara et Richard Boone). Parmi ses autres films notables, mentionnons Le Secret magnifique de Douglas Sirk (version de 1954, avec Jane Wyman et Rock Hudson), Rancho Bravo d'Andrew V. McLaglen (1966, avec James Stewart et Maureen O'Hara), le film britannique L'Évasion du capitaine Schlütter de Lamont Johnson (1970, avec Brian Keith et Helmut Griem), ou encore le western spaghetti franco-germano-italien On m'appelle Providence de Giulio Petroni (1972, avec Tomás Milián et Janet Agren).
Pour la télévision, hormis sept téléfilms diffusés de 1970 à 1979, il participe surtout entre 1954 et 1982 à quatre-vingt-six séries américaines, souvent dans le domaine du western, comme Les Aventuriers du Far West (quatorze épisodes, 1956-1969), Gunsmoke (vingt-et-un épisodes, 1958-1975) et Les Mystères de l'Ouest (trois épisodes, 1965-1968). S'y ajoutent la série britannique Jason King (un épisode, 1971) et la série néerlandaise Swiebertje (un épisode, 1973).

## Filmographie partielle

### Cinéma
- 1950 : Irma à Hollywood (My Friend Irma Goes West) d'Hal Walker : L'interne ambulancier
- 1951 : Bon sang ne peut mentir (That's My Boy) d'Hal Walker : Un étudiant
- 1952 : Au mépris des lois (The Battle of Apache Pass) de George Sherman : Joe Bent
- 1952 : Les Conducteurs du diable (Red Ball Express) de Budd Boetticher : Le lieutenant du tank
- 1952 : Quand tu me souris (Meet Danny Wilson) de Joseph Pevney : Un interne / Un policier
- 1952 : Le Fils d'Ali Baba (Son of Ali Baba) de Kurt Neumann : Farouk
- 1952 : Deux Dégourdis à Tokyo (Back at the Front) de George Sherman : Capitaine White
- 1952 : L'Heure de la vengeance (The Raiders) de Lesley Selander : Marty Smith
- 1952 : À feu et à sang (The Cimarron Kid) de Budd Boetticher : Grat Dalton
- 1952 : Sally et sainte Anne (Sally and Saint Anne) de Rudolph Maté
- 1953 : L'Héroïque Lieutenant (Column South) de Frederick de Cordova : Lieutenant Ben Chalmers
- 1953 : La Belle Rousse du Wyoming (The Redhead from Wyoming) de Lee Sholem : Hal Jessup
- 1953 : Le Prince de Bagdad (The Veils of Bagdad) de George Sherman : Osman
- 1954 : Taza, fils de Cochise (Taza, Son of Cochise) de Douglas Sirk : Capitaine Burnett
- 1954 : Fille de plaisir (Playgirl) de Joseph Pevney : Tom Bradley
- 1954 : Le Secret magnifique (Magnificent Obsession) de Douglas Sirk : Tom Masterson
- 1955 : L'Enfer des hommes (To Hell and Back) de Jesse Hibbs : Lieutenant Manning
- 1956 : L'Impudique (Hilda Crane) de Philip Dunne : Dink Bromley
- 1956 : La créature est parmi nous (The Creature Walks Among Us) de John Sherwood : Jed Grant
- 1957 : Révolte à Fort Laramie (it) (Revolt at Fort Laramie) de Lesley Selander : Capitaine James « Jamie » Tenslip
- 1958 : Femmes devant le désir (The Female Animal) d'Harry Keller : Piggy
- 1958 : Thundering Jets d'Helmut Dantine : Capitaine Cory Dexter
- 1959 : Quelle vie de chien ! (The Shaggy Dog) de Charles Barton : Un agent du FBI
- 1959 : The Rebel Set de Gene Fowler Jr.
- 1960 : Five Guns to Tombstone (en) d'Edward L. Cahn : Mel Dixon
- 1961 : Abattez cet homme (Most Dangerous Man Alive) d'Allan Dwan : Lieutenant Fisher
- 1961 : Les Comancheros (The Comancheros) de Michael Curtiz : Emil Bouvier, duelliste
- 1962 : Des ennuis à la pelle (40 Pounds of Trouble) de Norman Jewison : Howard Piper
- 1963 : Pas de lauriers pour les tueurs (The Prize) de Mark Robson : Le commentateur suédois
- 1964 : Feu sans sommation (The Quick Gun) de Sidney Salkow : Donovan
- 1964 : Le Bataillon des lâches (Advance to the Rear) de George Marshall : Un joueur
- 1965 : Les Prairies de l'honneur (Shenandoah) d'Andrew V. McLaglen : Un garde
- 1966 : Rancho Bravo (The Rare Breed) d'Andrew V. McLaglen : Rodenbush
- 1967 : Un cerveau d'un milliard de dollars (Billion Dollar Brain) de Ken Russell : Le premier homme d'affaires néerlandais
- 1969 : Les Géants de l'Ouest (The Undefeated) d'Andrew V. McLaglen : Parker
- 1970 : L'Évasion du capitaine Schlütter (The McKenzie Break) de Lamont Johnson : Lieutenant Berger
- 1970 : Rio Lobo d'Howard Hawks : Pete, un homme de main
- 1970 : Chisum d'Andrew V. McLaglen : Karl Riker
- 1971 : Big Jake de George Sherman et John Wayne : John Goodfellow
- 1972 : On m'appelle Providence (La vita, a volte, è molto dura, vero Provvidenza ?) de Giulio Petroni : Hurricane Smith
- 1973 : On remet ça, pas vrai Providence ? d'Alberto De Martino : Hurricane Smith
- 1976 : Le Dernier des géants (The Shootist) de Don Siegel : Le tireur corpulent
- 1978 : Tête brûlée et pied tendre (Hot Lead and Cold Feet) de Robert Butler : Jeff
- 1980 : Détective comme Bogart (The Man with Bogart's Face) de Robert Day : Sergent Hacksaw
- 1981 : Scream de Byron Quisenberry : Ross

### Télévision
Séries
- 1954 : The Lone Ranger

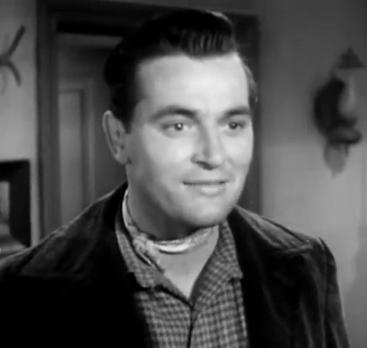
Dans Histoires du siècle dernier (1955)

  - Saison 4, épisode 17 The Globe d'Oscar Rudolph : Stanley Ammons
- 1955 : Histoires du siècle dernier (Stories of the Century)
  - Saison 2, épisode 12 Jack Slade de Franklin Adreon : rôle-titre
- 1956-1969 : Les Aventuriers du Far West (Death Valley Days)
  - Saison 5, épisode 5 The Loggerheads (1956), épisode 11 The Trial of Red Haskell (1957) et épisode 15 Lady Engineer (1957) : rôles non-spécifiés
  - Saison 6, épisode 11 Empire of Youth (1958) : William T. Coleman
  - Saison 7, épisode 9 Perilous Cargo (1958 - Tom Horn), épisode 28 Perilous Refuge (1959 - John Brewster) et épisode 33 Forty Steps to Glory (1959 - Randall)
  - Saison 11, épisode 26 The Melancholy Gun (1963) : Neil Jacoby
  - Saison 13, épisode 13 Paid in Full (1965 - Jeb Russell) et épisode 25 Kate Melville and the Law (1965 - Gabe) d'Harmon Jones
  - Saison 16, épisode 7 Spring Rendezvous (1967 - Shumer) d'Harmon Jones et épisode 10 The Indian Girl (1968 - Shunar)
  - Saison 17, épisode 18 Here Stands Bailey (1969) : rôle non-spécifié
  - Saison 18, épisode 6 Son of Thunder (1969) : rôle non-spécifié
- 1957 : La Flèche brisée (Broken Arrow)
  - Saison 2, épisode 13 White Savage d'Albert S. Rogell : Lieutenant Fielding
- 1957-1962 : La Grande Caravane (Wagon Train)
  - Saison 1, épisode 10 The Mary Halstead Story (1957 - Groton) de Jus Addiss et épisode 12 The Riley Gratton Story (1957 - Paul Dawson) de John Brahm
  - Saison 4, épisode 5 The Jose Morales Story (1960) de Virgil W. Vogel : Raleigh
  - Saison 5, épisode 24 The Amos Billings Story (1962) : Calso
- 1958-1975 : Gunsmoke ou Police des plaines (Gunsmoke ou Marshal Dillon)
  - Saison 4, épisode 11 How to Kill a Friend (1958) de Richard Whorf : Jim
  - Saison 5, épisode 18 Big Tom (1960) d'Andrew V. McLaglen : Harry
  - Saison 8, épisode 9 Phoebe Strunk (1962 - Hulett Strunk) d'Andrew V. McLaglen, épisode 24 Blind Man's Bluff (1963 - Wells) de Ted Post et épisode 36 The Odyssey of Jubal Tanner (1963 - Fletcher) d'Andrew V. McLaglen
  - Saison 9, épisode 30 The Promoter (1964) d'Andrew V. McLaglen : Jake
  - Saison 10, épisode 23 Eliab's Aim (1965) de Richard C. Sarafian : Jake Craig
  - Saison 11, épisode 7 The Bounty Hunter (1965 - Doak), épisode 10 The Pretender (1965 - Shérif Jackson) de Vincent McEveety, épisode 11 South Wind (1965 - Le forgeron), épisode 18 The Raid, Part I (1966 - Le barman) de Vincent McEveety et épisode 26 Which Dr (1966 - Herk) de Peter Graves
  - Saison 13, épisode 16 The Victim (1968 - Shérif-adjoint Reed) de Vincent McEveety et épisode 17 Deadman's Law (1968 - Fry) de John Rich
  - Saison 14, épisode 2 The Hide Cutters (1968 - Clete Davis) de Bernard McEveety et épisode 8 Abelia (1968 - Wales) de Vincent McEveety
  - Saison 15, épisode 26 The Cage (1970) de Bernard McEveety : Benson
  - Saison 16, épisode 14 Sergeant Holly (1970) de Bernard McEveety : Bodine
  - Saison 17, épisode 8 Lynott (1971 - Nichols) et épisode 23 Alias Festus Haggin (1972 - Guthrie) de Vincent McEveety
  - Saison 20, épisode 22 The Busters (1975) de Vincent McEveety : Simeon Reed
- 1959-1977 : Le Monde merveilleux de Disney (The Wonderful World of Disney ou Disneyland)
  - Saison 6, épisode 10 Texas John Slaughter : The Robber Stallion (1959) d'Harry Keller : Un ami d'Ed
  - Saison 16, épisodes 18 et 19 Menace on the Mountain, Parts I & II (1970) de Vincent McEveety : Posse Bushwacker
  - Saison 23, épisodes 10 et 11 Kit Carson and the Mountain Men, Parts I & II (1977) : Jim Bridger
- 1960 : Sugarfoot
  - Saison 4, épisode 4 Welcome Enemy : Capitaine McHenry
- 1960-1963 : Laramie
  - Saison 2, épisode 1 Queen of Diamonds (1960) de Lesley Selander : Shérif-adjoint Bill
  - Saison 4, épisode 5 The Long Road Back (1962 - Duke Walker) de Lesley Selander et épisode 30 Badge of Glory (1963 - Chuck Logan) de Joseph Kane
- 1961 : Les Hommes volants (Ripcord)
  - Saison 1, épisode 8 Crime Jump de William Conrad : rôle non-spécifié
- 1961 : Les Incorruptibles (The Untouchables)
  - Saison 2, épisode 12 Train spécial, 1re partie (The Big Train, Part I) : Paul Di Marco
- 1961-1962 : Cheyenne
  - Saison 5, épisode 10 The Frightened Town (1961) de Leslie Goodwins : Dillard
  - Saison 7, épisode 7 Dark Decision (1962 - Nick) de Robert Sparr et épisode 12 Wanted for the Murder of Cheyenne Bodie (1962 - Hal Walton) de Paul Landres
- 1962-1963 : 77 Sunset Strip
  - Saison 4, épisode 23 The Parallel Caper (1962 - Donovan) de Leslie H. Martinson et épisode 37 Framework for a Badge (1962 - Murph Brady) de George Waggner
  - Saison 5, épisode 31 To Catch a Mink (1963) : Gruniger
- 1964-1970 : Le Virginien (The Virginian / Saison 9 : The Men from Shiloh)
  - Saison 2, épisode 19 The Drifter (1964) de Don McDougall : Sunday
  - Saison 3, épisode 2 The Dark Challenge (1964 - Un cow-boy) de Don McDougall, épisode 21 A Slight Case of Charity (1965 - Shérif-adjoint Roberts) de Richard Benedict et épisode 25 Timberland (1965 - 1er vacher) de Don McDougall
  - Saison 4, épisode 10 Beyond the Border de Don McDougall (1965 - Call) et épisode 20 The Inchworm's Got No Wings at All
  - Saison 8, épisode 08 (The substitute) : Boak
  - saison 9, épisode 13 (Hannah) (1970) : O'Shea

(1966 - Peters) de Paul Stanley
- - Saison 5, épisode 25 Bitter Harvest (1967) de Don McDougall : Ed Sticks
  - Saison 6, épisode 15 The Fortress (1967) d'Abner Biberman : Le shérif
  - Saison 8, épisode 8 The Substitute (1969) : Boak
  - Saison 9, épisode 13 Hannah (1970) de Jack Arnold : O'Shea
- 1964-1969 : Bonanza
  - Saison 5, épisode 25 Return to Honor (1964) de Don McDougall : Gannett
  - Saison 9, épisode 2 Sense of Duty (1967 - Wells) de William Witney et épisode 18 The Burning Sky (1968 - Muley) de John Rich
  - Saison 10, épisode 28 Speak No Evil (1969) : Terrell
  - Saison 11, épisode 1 Another Windmill to Go de James B. Clark : Benson
- 1965 : Rawhide
  - Saison 7, épisode 20 Terre de violence (The Violent Land) d'Harmon Jones : Mace
- 1965 : La Grande Vallée
  - Saison 1, épisode 7 Winner Lose All de Richard C. Sarafian : Mel Coombs
- 1965 : Le Proscrit (Branded)
  - Saison 2, épisode 12 $10,000 for Durango de Larry Peerce : Doc
- 1965-1966 : Laredo
  - Saison 1, épisode 8 The Golden Trail (1965) d'Earl Bellamy : Curly
  - Saison 2, épisode 2 The Dance of the Laughing Death (1966) de Jerry Hopper : Sergent Mason
- 1965-1967 : Match contre la vie (Run for Your Life)
  - Saison 1, épisode 4 Never Pick Up a Stranger (1965 - Shérif-adjoint Morgan) de Leslie H. Martinson et épisode 21 Hoodlums on Wheels (1966 - L'homme fort) de Richard Benedict
  - Saison 3, épisode 3 Three Passengers for the Lusitania (1967) de Richard Benedict : Le contrôleur routier
- 1965-1968 : Les Mystères de l'Ouest (The Wild Wild West)
  - Saison 1, épisode 12 La Nuit du détonateur humain (The Night of the Human Trigger, 1965) de Jus Addiss : Thaddeus
  - Saison 3, épisode 7 La Nuit du pendu (The Night of the Hangman) de James B. Clark : Shérif Jonas Bolt
  - Saison 4, épisode 5 La Nuit des jeux dangereux (The Night of the Gruesome Games) de Marvin J. Chomsky : Le barman
- 1966 : Max la Menace (Get Smart)
  - Saison 1, épisode 15 Agent double (Double Agent - Le texan) de Frank McDonald et épisode 23 Qui sauvera qui ? (I'm Only Human - L'agent de KAOS)
- 1967-1968 : Tarzan
  - Saison 1, épisode 19 Captain Jai (1967 - Le cuisinier) et épisode 28 The Circus (1967 - L'Allemand du rêve) d'Harmon Jones
  - Saison 2, épisode 19 Trek to Terror (1968) de Barry Shear : Haines
- 1967-1968 : Cimarron
  - Saison unique, épisode 1 Journey to a Hanging (1967 - Rocky) de Vincent McEveety, épisode 14 Huit ans après (The Deputy, 1967 - Buford) d'Alvin Ganzer et épisode 23 Les Suspects (The Greeners, 1968 - Webber) de Vincent McEveety
- 1968 : Le Grand Chaparral (The High Chaparral)
  - Saison 1, épisode 22 Ride the Savage Land de Richard Benedict : Le colonel
- 1968 : Mission impossible (Mission : Impossible)
  - Saison 2, épisode 21 La Ville (The Town) de Michael O'Herlihy : L'adjoint
- 1968 : Star Trek
  - Saison 3, épisode 6 Au-delà du Far West (Spectre of the Gun) de Vincent McEveety : Un cow-boy
- 1971 : Cannon
  - Saison 1, épisode 7 L'Appel silencieux (Scream of Silence) de Jerry Jameson : Gunther
- 1971 : Jason King
  - Saison unique, épisode 13 Une rose rouge à la maison (A Red, Red Rose Forever) de Cyril Frankel : Le policier suisse
- 1972 : Opération danger (Alias Smith and Jones)
  - Saison 2, épisode 21 Don't Get Mad, Get Even de Bruce Bilson : Fermin
- 1975 : Dossiers brûlants (Kolchak : The Night Stalker)
  - Saison unique, épisode 18 Les Assassins (The Knightly Murders) de Vincent McEveety
- 1977 : Quincy (Quincy, M.E.)
  - Saison 2, épisode 8 A Good Smack in the Mouth de Jackie Cooper : Sean Duffy
- 1978 : Chips (CHiPs)
  - Saison 1, épisode 18 Fausses alertes (Cry Wolf) de John Florea : Walter

Téléfilms
- 1970 : Cutter's Trail de Vincent McEveety : Oakes
- 1971 : Le Retour du tueur (Mongo's Back in Town) de Marvin J. Chomsky : Szabo
- 1976 : Les Nouvelles Filles de Joshua Cabe (The New Daughters of Joshua Cabe) de Bruce Bilson : rôle non-spécifié
- 1977 : The Hostage Heart (en) de Bernard McEveety : Walker Bench
- 1978 : True Grit de Richard T. Heffron : Slatter